# Liste de filme Searchlight Pictures
Aceasta este o listă de filme Searchlight Pictures după decenii:
Ca Fox Searchlight Pictures
- Listă de filme Fox Searchlight Pictures (1995–1999)
- Listă de filme Fox Searchlight Pictures (2000–2009)
- Listă de filme Fox Searchlight Pictures (2010–2019)

Ca Searchlight Pictures
- Listă de filme Searchlight Pictures